# Жаклін Ван Овост
Жаклін Ван Овост (англ. Jacqueline Van Ovost; нар. 29 вересня 1965, Арлінгтон-Гайтс) — американський воєначальник, генерал Повітряних сил США (2020), командувач Транспортного Командування ЗС (з 2021) та Транспортного Командування ПС США (2020—2021). Учасниця війн в Перській затоці та в Афганістані.

## Біографія
Військова кар'єра
- 1 червня 1988 — другий лейтенант
- 1 червня 1990 — перший лейтенант
- 1 червня 1992 — капітан
- 1 серпня 1998 — майор
- 1 травня 2001 — підполковник
- 1 грудня 2006 — полковник
- 2 серпня 2012 — бригадний генерал
- 22 травня 2015 — генерал-майор
- 8 листопада 2017 — генерал-лейтенант
- 20 серпня 2020 — генерал

Жаклін Ван Овост народилася 29 вересня 1965 року в іллінойському місті Арлінгтон-Гайтс. У 1988 році Ван Овост отримала ступінь бакалавра наук з аеронавігаційної техніки в Академії ПС США. У 1994 році пройшла курс підготовки у Школі льотчиків-випробувачів. Ван Овост здобула ступінь магістра в Університеті штату Каліфорнія, Фресно за фахом машинобудування (1996), з воєнного мистецтва та наук у Командно-штабному коледжі ПС (1999) та майстра стратегічних наук у Воєнному коледжі Повітряних сил США (2004).
Ван Овост була прийнята на офіцерську службу після закінчення Академії ПС США в 1988 році. Вона є пілотом-командувачем з понад 4200 годинами нальоту на більш ніж 30 типах літаків, включаючи C-32A, C-17A, C-141B і KC-135R. За час військової служби посідала командні, штабні та інші посади, у тому числі заступника командувача Експедиційного центру ПС США (2012–13), заступника директора з військово-політичних питань (Європа, НАТО, Росія) в Директораті стратегічного планування та політики (J5) Об'єднаного штабу (2013—2015 рр.), заступника директора Об'єднаного штабу (2015–17 рр.), директора штабу ПС (2017—2020 рр.) і заступника командувача Транспортного командування Повітряних сил (квітень 2020 — серпень 2020).
20 липня 2020 року Сенат затвердив Жаклін Ван Овост на посаді командувача Транспортного командування Повітряних сил (AMC), одного з головних командувань ПС, з одночасним присвоєнням військового звання повний генерал.
6 березня 2021 року міністр оборони Ллойд Остін оголосив, що президент Байден висунув Ван Овост на посаду командувача Транспортним командуванням Збройних Сил США (TRANSCOM). Її кандидатуру було направлено до Сенату 5 березня 2021 року. Спочатку її кандидатуру рекомендували тодішні міністр оборони Марк Еспер і генерал Марк Міллі, але пізніше Еспер відклав її до президентських виборів у Сполучених Штатах у 2020 році через побоювання щодо можливої реакції адміністрації Трампа проти призначення жінок на такі високі керівні посади. 23 вересня 2021 року Комітетом Сенату у справах збройних сил проведено слухання кандидатури Ван Овост на посаду глави TRANSCOM. 1 жовтня 2021 року Сенат США одностайно затвердив її на вищу посаду і 15 жовтня 2021 року вона приступила до виконання обов'язків, ставши другою жінкою в історії ЗС США, яка очолила об'єднане бойове командування після генерала Лорі Робінсон.